# موزه سلطان‌آباد

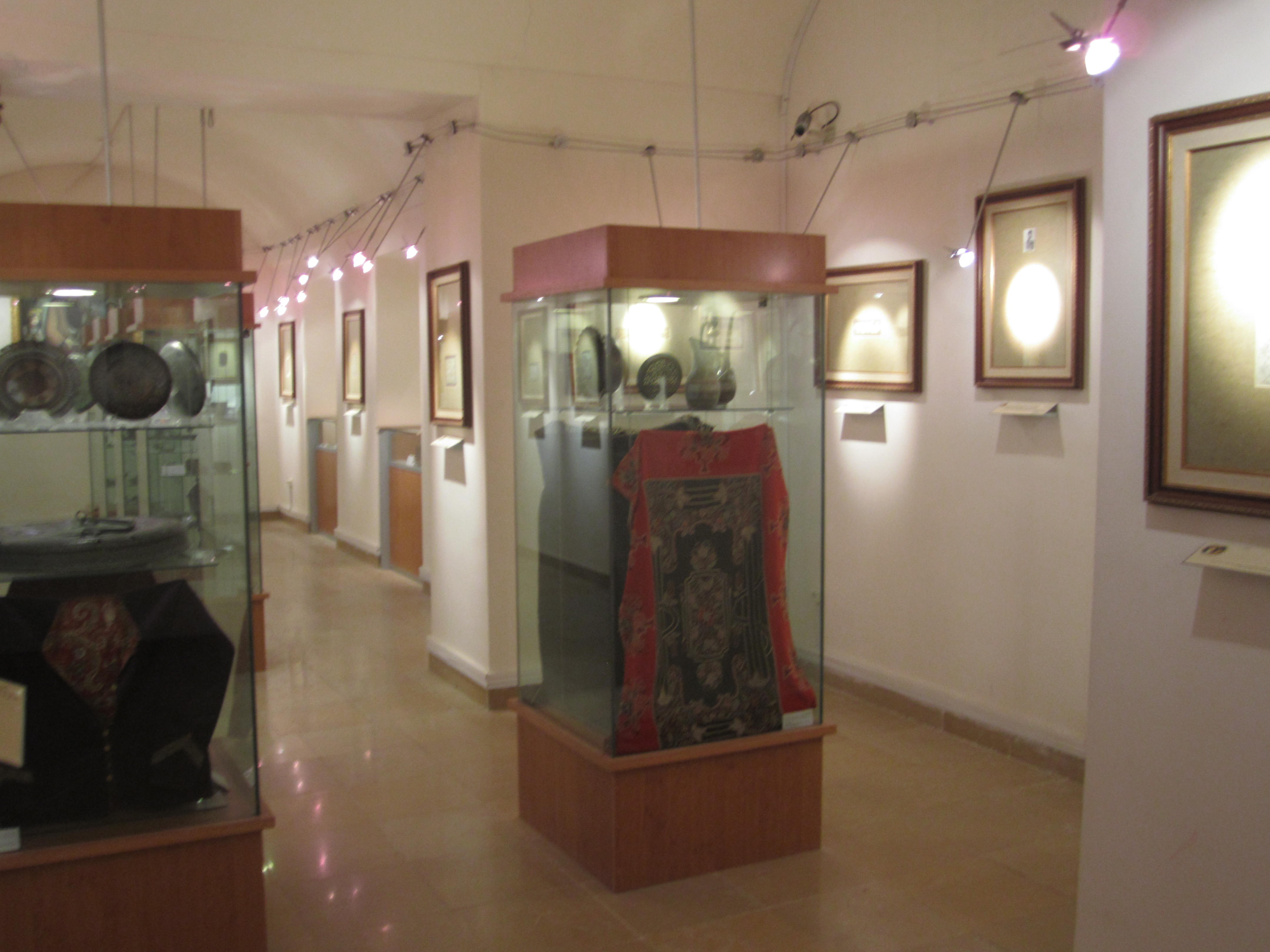
تصویری از موزه سلطان آباد

 موزه سلطان آباد چهارمین موزه شهر اراک می‌باشد . این موزه به مناسب بیستم خرداد ماه سال ۱۳۸۵ که روز صنایع دستی نامیده شده گشایش یافت. سلطان آباد نام قدیمی اراک بوده که بر آن نامگذاری شده و این موزه در سرای کاشانی بازار اراک واقع شده‌است. این سرا دارای معماری سقف و رسمی بندی‌های هفت چشمه ای زیبایی است. ساختمان موزه نیز در بنایی که قدمت و معماری زیبایی داشته ایجاد شده که به جاذبه‌های دیدنی موزه افزوده است. موزه سلطان آباد توسط محمد مهدی باباخانی و با همکاری اداره کل میراث فرهنگی، صنایع دستی و گردشگری استان مرکزی بنیانگذاری شده و به صورت خصوصی اداره می‌شود.

## گنجینه
این موزه دارای مساحت ۱۳۰ متر مربع و تشکیل شده از ۳ تالار است. گنجینه این موزه دارای یکصد اثر صنایع دستی ایران است که از استانهای مختلف گردآوری شده‌اند. فعالیت موزه به صورت تخصصی در زمینه خشنویسی و صنایع فلزی محسوب می‌شود. در این موزه آثار برجسته خوشنویسی، سوزن دوزی، لباس‌های قاجاری، خاتم کاری، قلمزنی، فلزکاری و کتیبه‌های مختلف به همراه تابلوهای هنری و اشیا قدیمی جای گرفته‌اند.
بخش خوشنویسی موزه بسیار غنی است بطوریکه آثاری از خوشنویسان دوره‌های مختلف را در خود جای داده است. قدیمی‌ترین اثر خوشنویسی موزه مربوط به سده هفتم هجری است. در این موزه آثار ارزشمندی از خوشنویسان مشهور ایرانی همانند: درویش عبدالمجید طالقانی، میرعماد حسنی، میر علی هروی، میرزا فتحعلی حجاب شیرازی، میرزا غلامرضا اصفهانی، یاقوت مستعصمی، محمد هاشم لولو اصفهانی، میرزا کاظم، میر علی هروی، ظل السلطان محمد باقر خان، محمد جعفر تبریزی، میرزا رضا خان فراهانی، فتحعلی تنکابنی، میرزا اسدالله شیرازی، کیخسرو خروش  و فتحعلی واشقانی فراهانی وجود دارد.
همچنین در بخش نقاشی نیز اثری از کمال الملک وجود دارد. در این بخش آثاری از سبک نقاشی قهوه خانه به ویژه آثاری از محمد مدبر و عباس بلوکی فر به نمایش در آمده است.